# Marković Selo
Marković Selo – wieś w Chorwacji, w żupanii karlowackiej, w mieście Ogulin. W 2011 roku liczyła 56 mieszkańców.